# Ben Bridges
Benjamin „Ben“ Bridges (* 3. Februar 1937 in Kingston upon Hull) ist ein ehemaliger englischer Fußballspieler.

## Karriere
Bridges kam nach seiner Schulzeit 1955 zu Hull City und erhielt dort im Sommer 1957 einen Profivertrag. Der Stürmer kam zunächst für Hulls dritte Mannschaft in der Yorkshire League zum Einsatz, im März 1957 notierte der Korrespondent des Star Green 'un: „Die Hauptattraktion in Hull Citys ansonsten enttäuschender Yorkshire League XI ist Benny Bridges, ein junger Stürmer mit Einfällen für Torchancen über dem Durchschnitt.“ Der Durchbruch in der ersten Mannschaft gelang Bridges allerdings nicht, lediglich am 28. Dezember 1957 kam er als Teil der Sturmreihe Johnny Stephens – Doug Clarke – Bill Bradbury – Bridges – David Fraser bei einem 1:0-Heimerfolg in der Third Division North gegen Stockport County zum Einsatz. 1960 soll er sich im Non-League football dem FC Scarborough angeschlossen haben, dort bestritt er aber zumindest für die erste Mannschaft kein Pflichtspiel.